# متیل‌زدایی
متیل‌زدایی(به انگلیسی: Demethylation) فرایندی شیمیایی است که منجر به حذف یک گروه متیل (CH3) از یک مولکول می شود. یک روش معمول برای متیل‌زدایی جایگزینی یک گروه متیل توسط یک اتم هیدروژن است که منجر به از دست دادن یک اتم کربن و دو هیدروژن می شود.
نقطه مقابل متیل‌زدایی متیل‌دار کردن است.